# Großer Silberpappel-Täubling
Der Große Silberpappel-Täubling (Russula clariana) ist ein Pilz aus der Familie der Täublingsverwandten. Die meisten Mykologen zweifeln den Artrang dieses Täublings an, da er nicht ausreichend vom Espen- und vom Grünvioletten Täubling abgegrenzt werden kann. Der sehr seltene Täubling findet sich vor allem unter Silber-, aber auch unter anderen Pappelarten.

## Merkmale

### Makroskopische Merkmale
Der Hut ist 5–8 (–10) cm breit, relativ fleischig und oft unregelmäßig, fast asymmetrisch geformt. Er ist meist violett und in der Mitte mehr grünlich gefärbt. Häufig hat der Hut auch einen gräulichen oder stahlblauen Schimmer, mitunter kann er auch ganz grünlich oder olivgrün sein oder gräuliche Flecken haben. Bei trockenem Wetter ist die Huthaut matt, sie lässt sich etwa bis zur Hälfte abziehen. Der Hutrand bleibt relativ lange eingerollt und ist nicht (oder nur sehr kurz und schwach) gefurcht.
Die relativ entfernt stehenden, ziemlich breiten Lamellen sind erst weißlich, dann cremeweiß gefärbt, später sind sie mehr bräunlich-grau und haben einen trüb cremefarbenen Schimmer. Das Sporenpulver ist blass cremefarben (IIab nach Romagnesi).
Der 3–6 (–8) cm lange und 1–2 (–3) cm breite Stiel ist meist keulig und zuerst weiß, dann gräulich. Er ist für die Sektion recht fest, doch wird er schon bald schwammig und später hohlkammrig (kavernös).
Das schmutzig-weiße und im Stiel tendenziell graue Fleisch ist relativ fest. Es riecht deutlich nach zerriebenen Geranienblättern und hat einen sehr scharfen Geschmack. Die Guajak-Reaktion ist positiv.

### Mikroskopische Merkmale
Die Sporen sind 8–9 (10) µm lang und 7–8 µm breit. Sie sind gratig bis teilweise netzartig ornamentiert. Die 40–70 µm langen und 6–12 µm breiten Zystiden sind zahlreich und ansonsten ohne charakteristische Merkmale, eventuell ein wenig kopfig. Die Pileozystiden sind zylindrisch bis keulig, 50–100 µm lang, 5–12 µm breit und 0-2-fach septiert. Die Hyphenenden der Huthaut sind etwa 3–5 (7) µm breit und gegliedert. Sie sind mehr oder weniger gleichförmig oder verschmälert, gewunden, manchmal auch knotig bis bauchig verdickt. Die darunterliegenden Zellen sind häufig puzzleartig miteinander verwoben.

## Artabgrenzung
Der Silberpappel-Täubling steht dem Espen-Täubling (Russula pelargonia) besonders nahe, erinnert aber von seiner Erscheinung her auch stark an den Grünvioletten Täubling (Russula violacea).
Sein Hut ist größer und derber als der des Espen-Täublings. Die violette und grüne Hutfarbe erinnert mehr an den Grünvioletten Täubling. Von diesem unterscheidet er sich aber dadurch, dass er im Alter mehr zum Grauen als zum Gilben neigt. Außerdem ist sein Geruch mehr pelargoniumartig, beim Trocknen auch unangenehm fischig.
Ein weiteres Unterscheidungsmerkmal sind seine deutlich netzig ornamentierten Sporen und die verhältnismäßig breiteren Enden der Huthauthyphen. Allerdings sind all diese Merkmale nicht in allen Fällen eindeutig und zwischen den drei Arten gibt es alle möglichen Übergangsstufen.

## Ökologie und Verbreitung

Europäische Länder mit Fundnachweisen des Großen Silberpappel-Täublings.
Legende:
Länder mit Fundmeldungen
Länder ohne Nachweise
keine Daten
außereuropäische Länder

Wie alle Täublinge ist der sehr seltene Große Silberpappel-Täubling ein Mykorrhizapilz, der vorwiegend mit Silber- und Graupappeln eine symbiotische Partnerschaft eingeht. Man findet ihn vorwiegend in Eichen-Hainbuchenwäldern und in wärmeliebenden Eichenmischwäldern. Er scheint eine Vorliebe für schwere lehmige Böden zu haben.
Der seltene Große Silberpappel-Täubling scheint eine rein europäische Art zu sein; auf anderen Kontinenten wurde der Täubling bis jetzt noch nicht nachgewiesen. Möglicherweise ist der Täubling aber auch etwas weiter verbreitet, wird aber nicht von dem sehr ähnlichen Espen-Täubling unterschieden. Die Art ist in Deutschland sehr selten und steht in vielen Bundesländern auf der Roten Liste, wenn sie nicht sogar ganz fehlt. Nur in Bayern ist sie etwas häufiger.

## Systematik

### Infragenerische Systematik
Der Große Silberpappel-Täubling wird von M. Bon in die Sektion Violaceinae gestellt. Die Sektion enthält scharf schmeckende, ziemlich zerbrechliche, kleine Arten, die meist ein cremefarbenes Sporenpulver und oft einen sehr charakteristischen Geruch haben.

## Bedeutung
Wie alle Täublinge aus der Sektion Violaceinae ist der Große Silberpappel-Täubling ungenießbar oder schwach giftig.